# Lars Burgsmüller
Lars Burgsmüller (ur. 6 grudnia 1975 w Mülheim) – niemiecki tenisista, reprezentant w Pucharze Davisa.

## Kariera tenisowa
Karierę tenisową Burgsmüller rozpoczął w roku 1993. W rozgrywkach rangi ATP World Tour wygrał jeden turniej, w roku 2002 na twardych kortach w Kopenhadze. W pojedynku finałowym pokonał Belga Oliviera Rochusa. Ponadto Niemiec był uczestnikiem finału turnieju w Szanghaju z roku 2004, jednak w finale przegrał z Guillermo Cañasem.
W grze podwójnej zwyciężył w roku 2005 wspólnie z Philippem Kohlschreiberem w zawodach w Ho Chi Minh. Mecz o tytuł niemiecka para wygrała z duetem Ashley Fisher-Robert Lindstedt. Inny finał rozgrywek deblowych ATP World Tour z udziałem Burgsmüllera rozegrany został w sezonie 2000 w Casablance. Razem z Andrew Painterem przegrali spotkanie finałowe z Arnaudem Clémentem i Sébastienem Grosjeanem. W 2004 roku Niemiec osiągnął kolejny finał w grze podwójnej, w 's-Hertogenbosch, w parze z Janem Vackiem. W finałowym meczu debliści nie sprostali Martinowi Dammowi i Cyril Sukowi.
W roku 2003 zadebiutował w reprezentacji Niemiec w Pucharze Davisa w rundzie przeciwko Argentynie. Burgsmüller przegrał oba swoje singlowe pojedynki, najpierw z Davidem Nalbandianem, a potem z Gastónem Gaudio. Swój pierwszy wygrany mecz w zawodach odnotował w pojedynku przeciwko Białorusinowi Alexanderowi Skrypko. Był to zarazem ostatni mecz Burgsmüllera w kadrze Niemiec.
W roku 2008 Burgsmüller zakończył karierę tenisową. Najwyżej sklasyfikowany w rankingu singlistów był na 65. miejscu w połowie lutego 2002 roku, natomiast w zestawieniu deblistów pod koniec sierpnia 2006 roku zajmował 61. pozycję.

### Finały w turniejach ATP World Tour
| Legenda                       |
| Wielki Szlem                  |
| Tennis Masters Cup            |
| ATP Masters Series            |
| Igrzyska olimpijskie          |
| ATP International Series Gold |
| ATP International Series      |

#### Gra pojedyncza (1–1)
| Końcowy wynik | Nr | Data                | Turniej   | Nawierzchnia  | Przeciwnik      | Wynik finału |
| ------------- | -- | ------------------- | --------- | ------------- | --------------- | ------------ |
| Zwycięzca     | 1. | 17 lutego 2002      | Kopenhaga | Twarda (hala) | Olivier Rochus  | 6:3, 6:3     |
| Finalista     | 1. | 3 października 2004 | Szanghaj  | Twarda        | Guillermo Cañas | 1:6, 0:6     |

#### Gra podwójna (1–2)
| Końcowy wynik | Nr | Data                | Turniej          | Nawierzchnia    | Partner               | Przeciwnicy                       | Wynik finału     |
| ------------- | -- | ------------------- | ---------------- | --------------- | --------------------- | --------------------------------- | ---------------- |
| Finalista     | 1. | 16 kwietnia 2000    | Casablanca       | Ceglana         | Andrew Painter        | Arnaud Clément Sébastien Grosjean | 6:7(4), 4:6      |
| Finalista     | 2. | 20 czerwca 2004     | 's-Hertogenbosch | Trawiasta       | Jan Vacek             | Martin Damm Cyril Suk             | 3:6, 7:6(7), 3:6 |
| Zwycięzca     | 1. | 2 października 2005 | Ho Chi Minh      | Dywanowa (hala) | Philipp Kohlschreiber | Ashley Fisher Robert Lindstedt    | 5:7(3), 6:4, 6:2 |